# Ибандроновая кислота
Ибандроновая кислота (МНН) или ибандронат натрия, лекарственный препарат, являющийся препаратом из группы бисфосфонатов, используемых в профилактике и лечении остеопороза.
Она также может быть использована для лечения гиперкальциемии (повышенный уровень кальция в крови). Препарат выпускается продаётся фармацевтическими компаниями ГлаксоСмитКляйн (GlaxoSmithKline) и Рош Лаборатуар (Roche Laboratories). Мировые продажи препаратов ибандроновой кислоты составили в 2008 году 1,1 млрд. швейцарских франков (по обменному курсу на 01.01.2009 около 1 млрд. долларов США).

## Медицинское применение
Ибандронат показан для лечения и профилактики остеопороза у женщин в постменопаузе. Мужчины не должны принимать ибандронат, если не участвуют в клинических испытаниях. В мае 2003 года, FDA США утвердил Ибандронат в качестве препарата для ежедневного лечения постклимактерического остеопороза. Основанием для этого утверждения были три года тщательно проведённых исследований женщин с пост-менопаузным остеопорозом. Каждая участница также получала дневную дозу кальция и 400 МЕ витамина D. В конце исследования, обе дозы значительно снизили риск возникновения новых переломов позвонков на 50-52% по сравнению с эффектами препарата плацебо.

## Побочные эффекты
В 2008 году в FDA США выпустило предупреждение о связи употребления ибандроната и возможного развития осложнений, а иногда и потери трудоспособности костей, суставов и/или боли в мышцах. Исследование, проведённое Американским обществом по изучению костей и минерального обмена (ASBMR) был сделан вывод, что длительное применение препаратов группы бисфосфонатов, в том числе Бонивы, может увеличить риск редких и серьёзных разрушений бедренной кости.

## Внешние ссылки
- Архивная копия от 25 октября 2012 на Wayback Machine Ибандроновая кислота в Реестре лекарственных средств
- Ибандроновая кислота в Справочнике Видаль